# Heterocerus flexuosus
Heterocerus flexuosus  (лат.) — вид жуков-пилоусов. 

## Описание
Длина тела имаго 3,5—4,6 мм. Надкрылья слабо блестящие, в волосках разной длины и в мелких точках, промежутки которых в ещё более мелких точках. Ноги отчасти тёмные. Переднеспинка тёмная с красным пятном у передних углов, реже с узкой красной каймой по боковому краю. Приурочен к берегам морей и солоноватых водоемов.

## Распространение
Встречается Европе, Передней Азии, Сибири, Дальнем Востоке (Приморский край).